# Остров Вилькицкого (Карское море)
Остров Вилькицкого — необитаемый остров, расположен на юго-западе Карского моря, между Обской губой и Енисейским заливом. Относится к территории Ямало-Ненецкого автономного округа.

## География
Имеет форму полумесяца, обращённого выпуклостью на север, а с юга омываемого обширной мелководной бухтой Шведе. Восточная часть представляет собой отделившийся остров Коса Восточная.
Ширина около 9 км, длина около 18 км (вместе с Косой Восточной более 40 км). Поверхность плоская, покрыта незакреплёнными песками, по берегам — грядами плавника. Тундровой растительностью занято немногим более 60 км².
Южнее расположен остров Неупокоева с островом Коса Неупокоева, между ними — бухта Шведе.

## История
Открыт в 1874 году. Своё название остров получил в честь русского гидрографа-геодезиста генерал-лейтенанта Андрея Вилькицкого.
Во времена СССР остров был территорией, на которой располагались метеорологи и военные . Полярную базу в 1955 году объединили с Диксонской гидробазой. В 2011 году метеорологическая станция перешла на автоматический режим работы и продолжала наблюдения до 30 сентября 2011 года. Сотрудники вместе с оборудованием станции покинули остров в ноябре 2011 года. Результатом работы военных и метеорологов стали сотни тонн металлолома в виде бочек из-под горючего, а также неиспользованное горючее и ёмкости с маслом и пустующие, ветшающие постройки.
В 2017 году силами межрегиональной общественной экосоциологической организации «Зелёная Арктика» на острове Вилькицкого стартовали экологические мероприятия. Были сооружены деревянные поддоны для складирования бочек и мусора. Помимо экологической уборки волонтеры провели аэрофотографирование, инвентаризацию опасных отходов и объектов бывшей инфраструктуры, исследования почвы и растительности, радиоэкологические и гидроэкологические исследования. В 2018 году добровольцы очистили район полярной метеостанции, это около 10 гектаров земли, прилегающую территорию военной части и всю береговую линию острова — 20 гектаров земли, собрали больше 2600 металлических бочек и 129 тонн металлолома и сложили, чтобы в будущем его можно было удобно погрузить на баржу и вывезти.
В 2020 году Киностудия имени Горького сообщила о создании документального фильма «Арктика. Очищение», который расскажет об экоактивизме на острове Вилькицкого. Картину планируется представить до конца 2020.

## Топографические карты
- Лист карты S-43-XXI,XXII о. Вилькицкого. Масштаб: 1 : 200 000. Указать дату выпуска/состояния местности.
- Лист карты S-43-XXIII,XXIV коса Восточная. Масштаб: 1 : 200 000. Указать дату выпуска/состояния местности.